# Guipúzcoa Unida
Guipúzcoa Unida (GU, en basc «gu» és «nosaltres») fou un partit polític basc que tenia Guipúscoa com a àmbit d'actuació i fou fundat l'abril de 1977. El seu ideari era conservador, monàrquic, espanyolista i regionalista guipuscoà. Formava part de la federació de partits d'Aliança Popular (AP), i era la marca electoral d'aquesta a Guipúscoa, presumiblement per raons d'imatge davant l'electorat i per raons de seguretat dels seus candidats davant la violència d'ETA. GU va fer bandera del regionalisme guipuscoà oposant-se al nacionalisme basc de signe conservador que representava el PNB, defensant segons declaracions del partit la unitat d'Espanya, el restabliment del Fur de Guipúscoa, la Monarquia, la democràcia com sistema polític, la justícia social i la millor distribució de les rendes, la propietat privada (sic). Els seus plantejaments regionalistes foren semblants als d'Unidad Alavesa a Àlaba o Unión del Pueblo Navarro a Navarra. Guipúzcoa Unida només va concórrer a les eleccions generals del 15 de juny de 1977, amb el lema Guipúscoa Unida: llibertat i progrés en ordre, en les que va obtindre 27.048 vots (8,16% dels sufragis a Guipúscoa) i el quart lloc, per darrere d'Euskadiko Ezkerra, quedant-se per poc sense representació parlamentària. La candidatura de GU va comptar amb el suport de Comunió Tradicionalista Carlista. Després de 1977 AP ocupà el seu espai polític en els següents comicis. El president del partit fou José Orbegozo Eguiguren (que fou delegat provincial per Guipúscoa durant el règim franquista).